# Mölnetjärnen
Mölnetjärnen är en sjö i Borås kommun i Västergötland och ingår i Rolfsåns huvudavrinningsområde.